# 湘南神奈交バス
湘南神奈交バス（しょうなんかなこうバス）は、神奈川県秦野市に本社を置き、同市内を中心に事業を行っていた乗合バス・貸切バス事業者。神奈川中央交通から分社化された地域子会社である神奈交バスのひとつで、1995年に神奈交バス各社の中で最初に設立された。
車体色のコーポレートカラーは黄色、自社車両に表記される営業所記号は「か」であった。
2017年1月1日、神奈中グループのバス事業再編に伴い、存続会社として津久井神奈交バスを吸収合併し、神奈川中央交通西に社名変更。湘南神奈交バスの自社路線はそのまま、神奈川中央交通西の自社路線となった。

## 概要
設立された当初の目的は、同じ小田急グループである箱根登山鉄道（現：箱根登山バス）の秦野地区のバス路線を神奈中へ移管するための受け皿であった。そのため他の神奈交バス各社とは性格が異なり、自社独自の直轄路線を持っていた。また過去にはいくつかの営業所を持っていたが、のちに地域ごとに分社化されて2営業所体制となった。
基本的には神奈中バスの不採算路線の移管を受けて営業を行っており、神奈中バス本体の路線の運行管理の受託も事業の一つとなっていた。
2016年8月16日より、空港リムジンバス・都市間高速バス・深夜急行バスの運行を移管された。
2017年1月、津久井神奈交バスを吸収合併の上、神奈川中央交通西に社名変更した。

### バス車内売店
特徴的な試みとして営業開始当初から、前扉後部のスペースを利用してバス車内売店を設置し、車内販売を行っていた。購入方法は売店スペースから乗客が自ら商品を取り、運転手に告げて支払う。当時は斬新な試みとしてマスコミにも取り上げられた。バスに乗車しなくても売店のみの利用もできた。販売品目は雨傘や菓子・パン等の食品、使い捨てカメラなど多岐にわたり、米も取り扱っていた。
2004年までは食糧管理制度により、米の販売には都道府県知事への登録が義務付けられていたため、車内売店を神奈中グループのスーパーマーケット「神奈中ストア」（2007年撤退）の店舗扱いとすることで対応していた。売店設備を設置した各車両を米穀小売販売業者の店舗として神奈川県知事へ正式に登録し、車内にも登録証が掲示されていた。
その後は不採算路線の増収対策として、バス車内売店はほとんどの神奈交バスの施策となっていたが、諸事情により2008年3月31日をもって傘や乗車券類を除く車内販売を廃止した。

## 沿革
- 1995年12月22日 - 湘南神奈交バスを設立する。
- 1996年4月1日 - 箱根登山鉄道より渋沢駅近辺の路線を移管され、乗合バス事業を開始する。
- 2008年11月24日 - 湘南神奈交バス平塚営業所管内にてPASMO運用開始。
- 2009年3月15日 - 湘南神奈交バス秦野営業所管内全路線にてPASMO運用開始。
- 2012年10月29日 - 秦野営業所管轄の全路線（二宮町コミュニティバスを除く）で、乗降方法を「前乗り後払い方式」から「中乗り後払い方式」に変更[3]。
- 2013年6月24日 - 平塚営業所管轄の全路線（平塚市シャトルバス・寒川町コミュニティバスを除く）で乗降方法を「中乗り・前降り・運賃後払い方式」に変更[4]。
- 2016年8月16日 - 下記の空港リムジンバス・都市間高速バス・深夜急行バスが神奈川中央交通から移管された[5]。
  - 田村車庫・本厚木～羽田空港線
  - 海老名～羽田空港線
  - 田村車庫・本厚木～成田空港線
  - 相模大野・町田～成田空港線（一部のみ）
  - 茅ヶ崎・辻堂・藤沢・戸塚～成田空港線
  - 藤沢・辻堂・本厚木～富士急ハイランド・河口湖線
  - 町田・橋本～富士急ハイランド・河口湖線
  - 深夜急行バス 東京・新宿～平塚線
  - 深夜急行バス 東京・新宿～本厚木線
- 2017年1月1日 - 神奈中グループのバス事業再編に伴い、津久井神奈交バスを吸収合併の上、神奈川中央交通西に社名変更[1]。

## 本社・営業所
本項では、神奈川中央交通西直轄の路線についてのみ解説する。それ以外の路線については、神奈川中央交通の各営業所の項目を参照されたい。

### 本社
- 神奈川県秦野市曽屋字高砂626-1（神奈川中央交通伊勢原営業所秦野操車所の同一構内）

### 秦野営業所
会社再編前の2016年までは、系統番号の頭文字に神（読み：かなこう）を用いていたが、以下のように改められた。
- 神奈川県秦野市（神奈川中央交通伊勢原営業所秦野操車所と同一）
- 下記の「神」以外の所管系統は神奈川中央交通からの受託路線。
  - 秦07(神07) 秦野駅 - 白笹稲荷神社（2月の初午祭のときのみ運行）
  - 秦55(神01) 秦野駅 - 土橋 - 渋沢駅北口
  - 二34(神11) 二宮駅北口→二宮高校→団地中央→中央公園前→緑が丘南→緑が丘三丁目→緑が丘二丁目→団地中央→二宮高校→二宮駅北口（湘南緑が丘循環）
  - 二37(神10) 二宮駅北口→二宮高校→中央公園前→緑が丘南→緑が丘三丁目→緑が丘二丁目→二宮高校→二宮駅北口（湘南緑が丘循環）
  - 二39(神13) 中央公園前→緑が丘南→緑が丘三丁目→緑が丘二丁目→団地中央→二宮高校→二宮駅北口
  - 二43(神12) 中央公園前→緑が丘南→緑が丘三丁目→緑が丘二丁目→二宮高校→二宮駅北口
  - 二44(神15) 二宮駅北口→二宮高校→団地中央→中央公園前→緑が丘南→緑が丘三丁目→緑が丘二丁目
  - 二45(神14) 二宮駅北口→二宮高校→中央公園前→緑が丘南→緑が丘三丁目→緑が丘二丁目
  - 二宮町コミュニティバス

### 平塚営業所
- 神奈川県平塚市（神奈川中央交通伊勢原営業所平塚操車所と同一）
- 平塚駅南口発着路線及び、平67系統「平塚駅北口 - 神明経由 - 田村車庫」線の平日3往復を除いて、全て神奈川中央交通伊勢原営業所平塚操車所からの受託路線。

2016年8月16日より下記の空港リムジンバス・都市間高速バス・深夜急行バスを神奈川中央交通から移管された。
- 田村車庫・本厚木～羽田空港線
- 海老名～羽田空港線
- 田村車庫・本厚木～成田空港線
- 相模大野・町田～成田空港線（神奈川中央交通相模原営業所と共管）
- 藤沢・辻堂・本厚木～富士急ハイランド・河口湖線
- 町田・橋本～富士急ハイランド・河口湖線
- 深夜急行バス 東京・新宿～平塚線
- 深夜急行バス 東京・新宿～本厚木線

## 廃止路線
- 神02：渋沢駅 - 松田ランド（神06系統の区間路線）
  - 2011年9月30日 神02系統の運行を終了する。
  - 2011年10月1日 神02系統を廃止する。
- 神03：渋沢駅南口 - みくるべ
  - 2011年9月30日 神03系統の運行を終了する。
  - 2011年10月1日 神03系統を廃止する。
- 神04：渋沢駅 - 松田ランド - 新松田駅（神06系統の区間路線）
  - 2011年9月25日 神04系統の運行を終了する（土休日のみ運行）。
  - 2011年10月1日 神04系統を廃止する。

上記の3系統については、再編の見込みがない路線として退出等意向の申出が行なわれた。資料によれば、神02・神03系統の平均乗車密度は2.3人、神04系統の平均乗車密度は1.9人となっている。2011年9月30日までに、各路線について方向性を決定する予定である。2011年8月30日開催の神奈川県生活交通確保対策地域協議会湘南足柄上地域分科会において、新たな交通確保策が実施されることになったために2011年9月30日をもって退出（廃止）が決定した。
- 神05：秦野駅 - 土橋（神01系統の区間路線）
  - 2011年3月22日 路線を廃止する[8]。
- 神06：秦野駅 - 渋沢駅 - 松田ランド - 新松田駅
  - 1996年4月1日 箱根登山鉄道から路線を移管される。
  - 2002年11月25日 神06系統を廃止する。
- 神08：峠 - 渋沢駅 - 若竹の泉
  - 2003年12月1日 路線を廃止する。
- 神09：渋沢駅 - 若竹の泉
  - 2002年11月25日 路線を廃止する。

## 撤退・移管路線

### 他社へ移管した路線

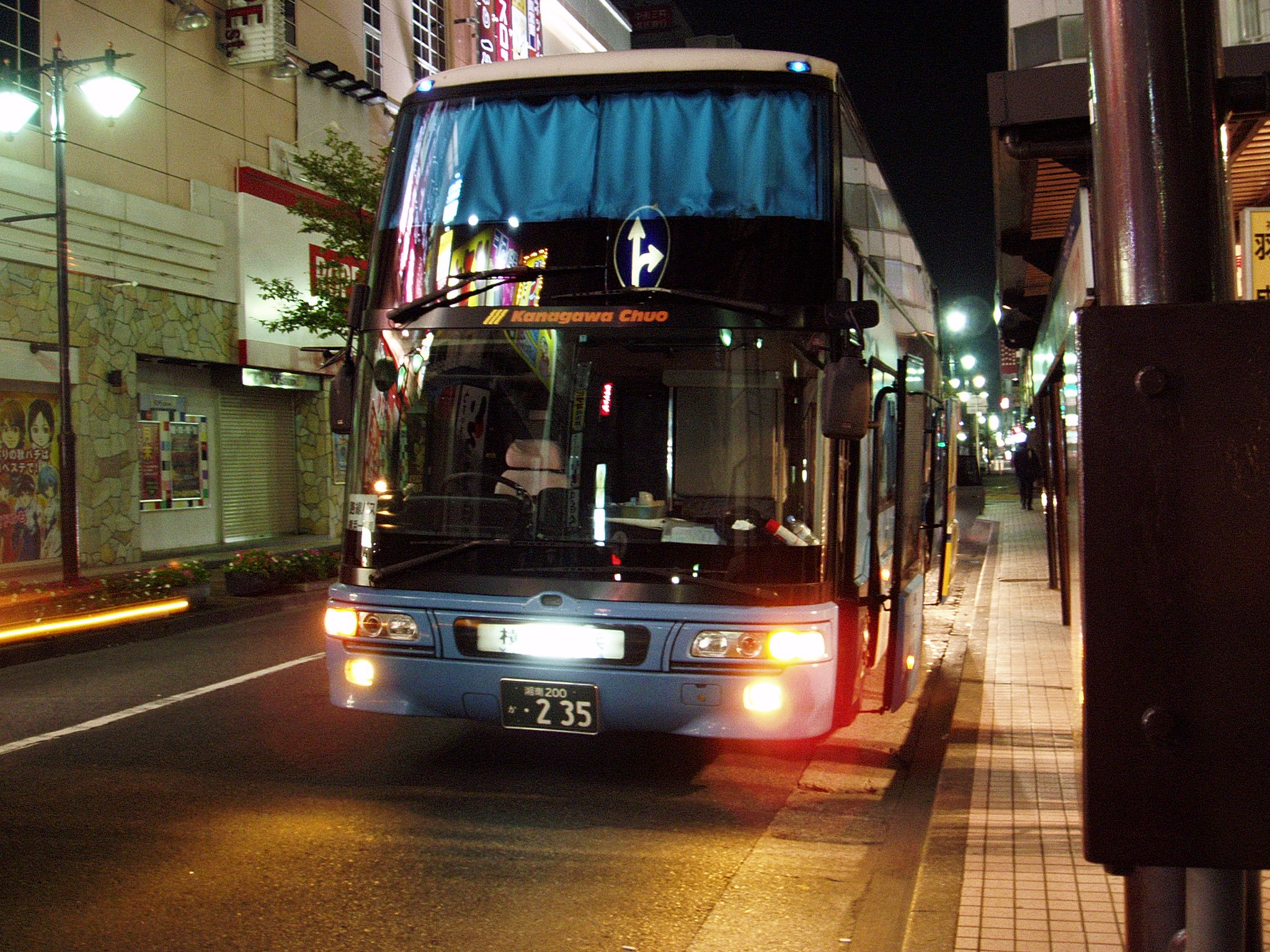
ハーバーライト大阪号

高速バス運行を神奈川中央交通から移管されていたが、2008年6月16日より横浜神奈交バスに移管した。
- やまと号（奈良交通と共同運行）
  - 本郷車庫・港南台駅・上大岡駅・横浜駅東口・町田バスセンター・本厚木駅 - 大和高原山添・大和高原都祁・天理駅・近鉄奈良駅・JR奈良駅・近鉄郡山駅・中宮寺東口・法隆寺バスセンター・王寺駅・片岡台三丁目・上牧町役場前・五位堂駅

中宮寺東口は横浜発のみ経由。
2008年10月1日からは奈良交通（奈良 - 千葉線）に路線吸収され、事実上撤退となる。
- ハーバーライト大阪号（西日本ジェイアールバスと共同運行）
  - 本郷車庫・港南台駅・上大岡駅・横浜駅東口・町田バスセンター・本厚木駅 - 大阪駅桜橋口・USJ
- ハーバーライト京都号（西日本ジェイアールバスと共同運行）
  - 本郷車庫・港南台駅・上大岡駅・横浜駅東口・町田バスセンター・本厚木駅 - 京都駅中央口
- 茅ヶ崎・辻堂・藤沢・戸塚～成田空港線
  - 2016年9月30日まで運行。以降は成田空港交通が単独運行。

### これより前に撤退した路線

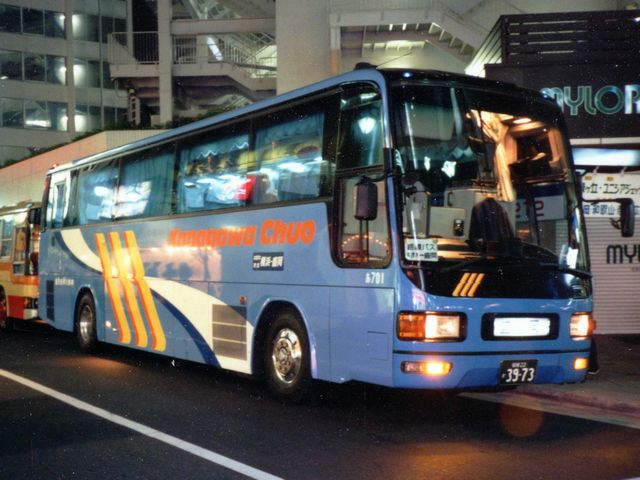
神奈川中央交通の運行開始当初の車両（三菱ふそう・エアロクィーンM）

- 本厚木・町田・横浜 - 盛岡線（岩手県交通と共同運行）

概説
本路線は、鉄道では直行できない岩手県と神奈川県を結ぶ路線であった。当初は岩手県交通とジェイアールバス東北の2社が参入を希望したが、その後両社間の調整で、別路線への参入を条件にジェイアールバス東北は本路線への参入を見送ることになった。検討段階から交通ジャーナリストの鈴木文彦が市場調査などで直接的に関わっており、盛岡での開業初日のテープカットでは鈴木も招待されていた。
神奈川中央交通（神奈中）の夜行高速バスでは初めて本厚木駅発着となった路線で、その後神奈中の他の夜行高速バスも本厚木を停車地に追加した。2003年4月1日に神奈中本体から湘南神奈交バスに運行を移管されたが、2005年11月30日をもって撤退し、岩手県交通の共同運行となった（神奈中が予約・発券業務のみ受託していた）。2016年3月31日の運行をもって廃止。
全席指定制（学生割引運賃設定あり）であった。
運行経路
本厚木駅 - 町田バスセンター - 横浜駅東口 ⇔ 北上駅前（西口） - 総合福祉センター前 - 花巻上町 - 花巻駅前 - 都南バスターミナル - 盛岡駅東口 - 盛岡バスセンター
使用車両
独立3列シート便所付きのスーパーハイデッカーが使用されていた。運行開始当初の神奈中は三菱エアロクィーンMを使用していた。神奈中は他の路線と異なり厚木営業所が担当していたが、車両更新時には三菱エアロクィーンIに代替されると同時に横浜営業所に移管された（岩手県交通の車両は引き続き神奈中厚木営業所に入庫）。さらに湘南神奈交バスに移管された後、2005年の撤退時に岩手県交通に譲渡され、塗装変更の上本路線で使用されていた。
| 年度               | 運行日数 | 運行便数 | 年間輸送人員 | 1日平均人員 | 1便平均人員 |
| 2002（平成14）年度 | 364      | 727      | 12,129       | 33.3        | 16.7        |
| 2003（平成15）年度 | 366      | 732      | 12,146       | 33.2        | 16.6        |
| 2004（平成16）年度 | 365      | 729      | 11,828       | 32.4        | 16.2        |
| 2005（平成17）年度 | 365      | 729      | 11,931       | 32.7        | 16.4        |

## 車両
設立当初の車両は、中型車の三菱ふそう・エアロミディMK6台のみで、全て神奈中本体からの転属車であった。その後は小型車両の配置や大型車の転属もあり、新車の直接投入も行われた。
平塚営業所管内の路線車は、2015年3月までに中型車が除籍され、大型車となっていた。また平塚営業所には契約貸切車が5台配置されていたが、いずれも神奈中本体から移籍した車両である。
秦野営業所管内では狭隘路線が多いことから、車幅2mクラスの小型車である日野・レインボーRB（除籍済）、三菱エアロミディMEも導入されていた。
二宮町コミュニティバスでは、専用車両として三菱ふそう・エアロミディMKツーステップ（KK-MK23HJ、か1013号車）が使用され、神奈中色の上から2009年4月にラッピングが施された（前面は神奈中色のまま）。この車両は神奈川中央交通西・秦野営業所へ引き継がれ「は611」に改番されたが、老朽化により2017年2月7日に代替されている。

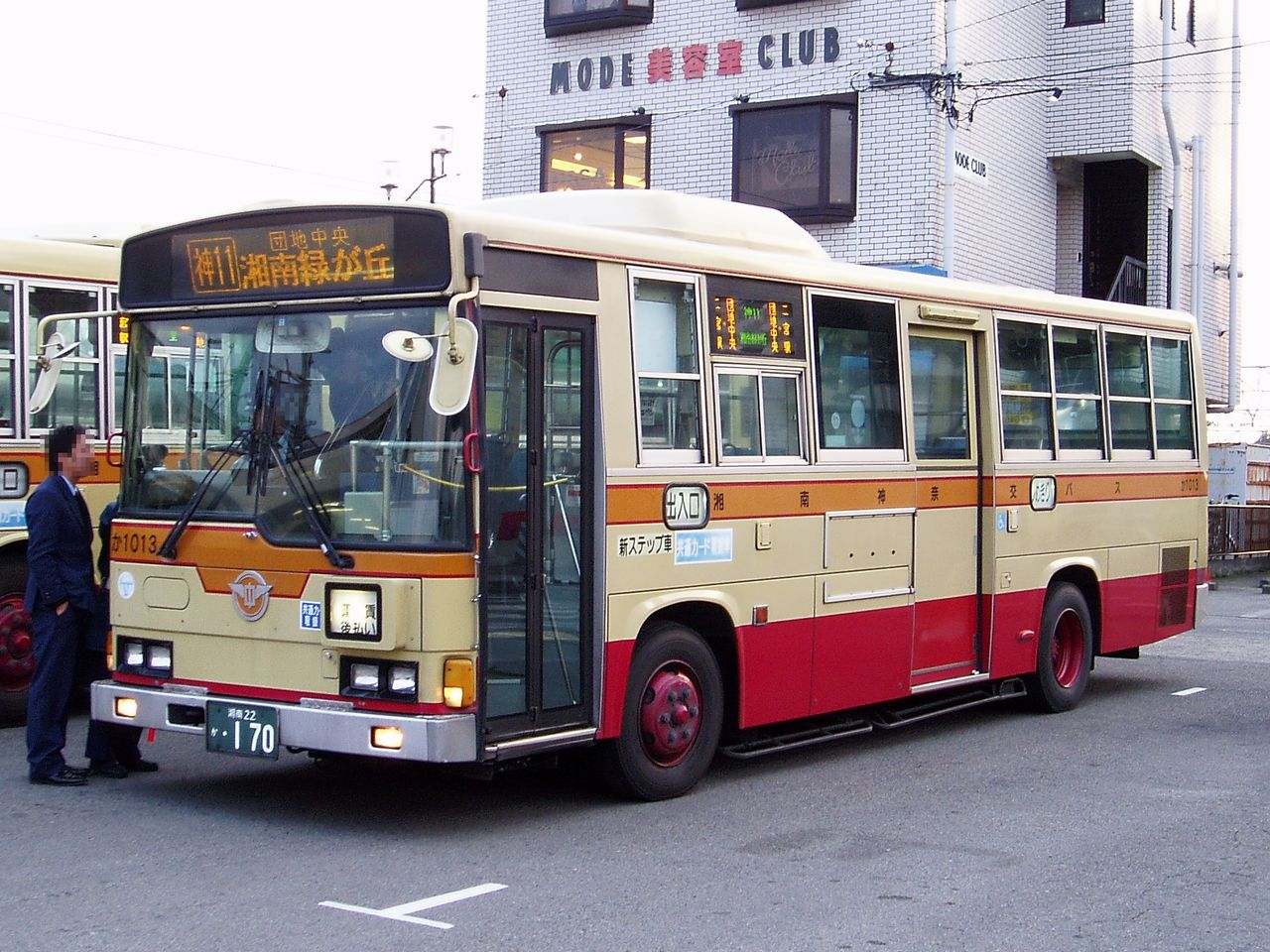
中型車の日野・レインボーRJ（か1013号車）
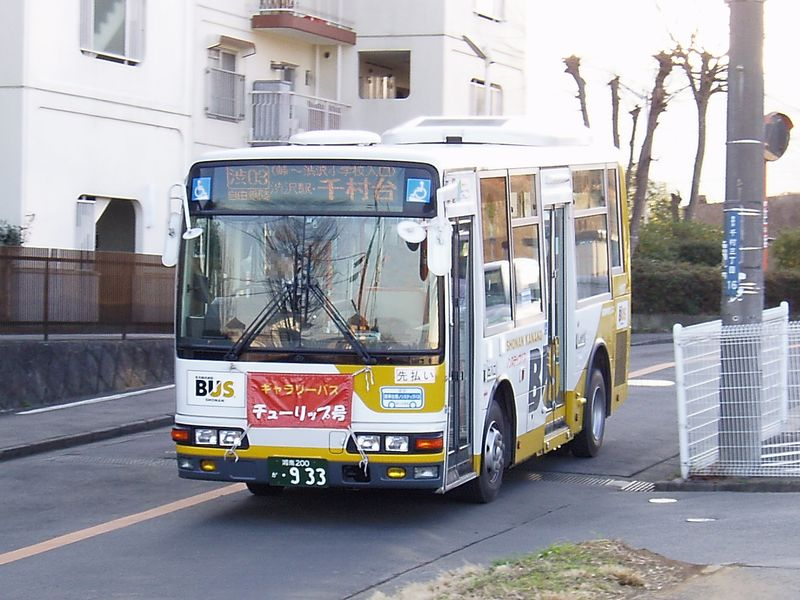
狭隘路線に使用されるエアロミディME（か1007号車）
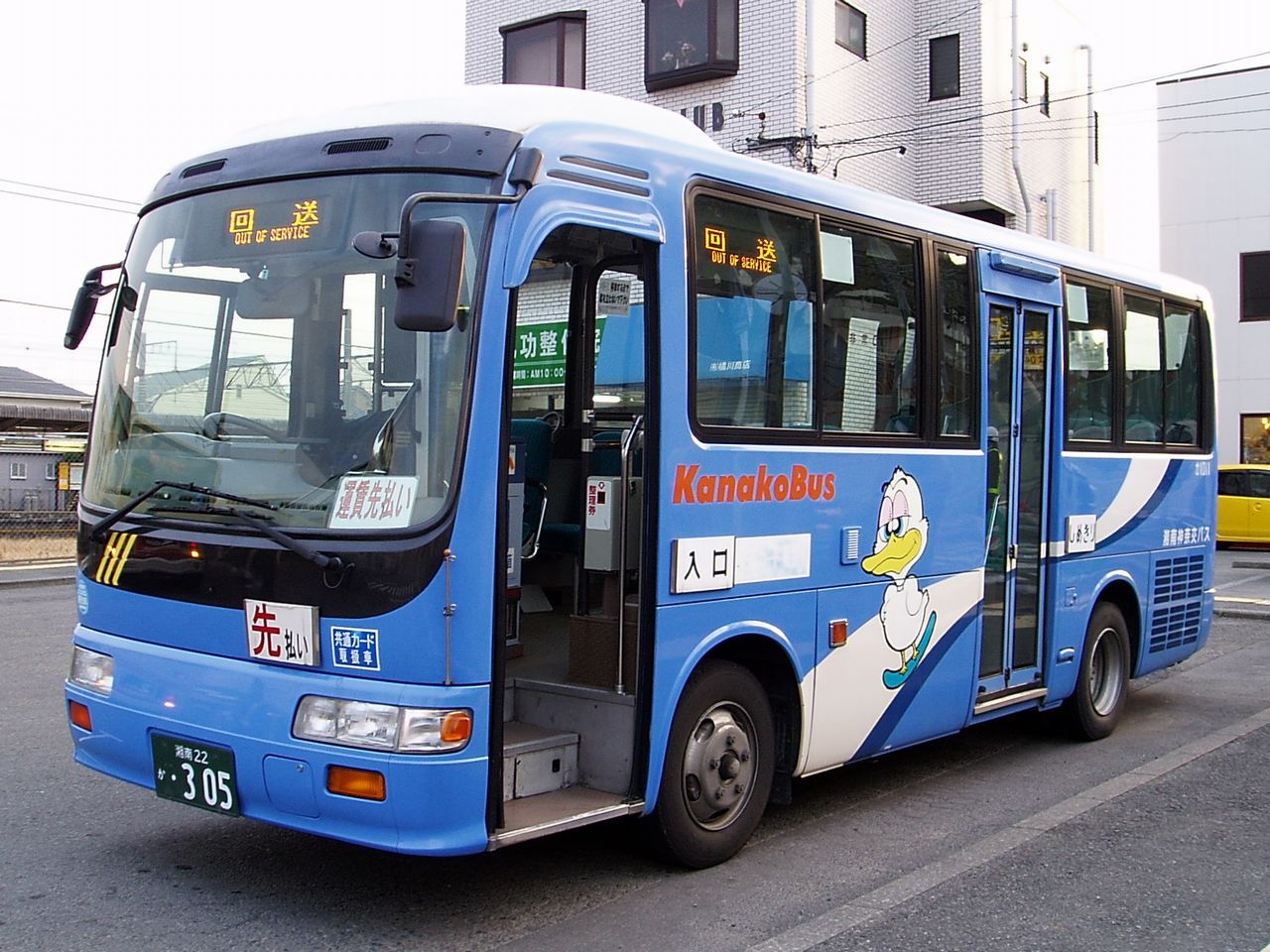
コミュニティバスに使用される日野・リエッセ（か1011号車）